# Canton de Pont-du-Château
Le canton de Pont-du-Château est une circonscription électorale française située dans le département du Puy-de-Dôme et la région Auvergne-Rhône-Alpes.
À la suite du redécoupage cantonal de 2014, les limites territoriales du canton sont remaniées. Le nombre de communes du canton passe de 5 à 3.

## Géographie
Dans l'ancien découpage, ce canton était organisé autour de Pont-du-Château dans le Puy-de-Dôme. Son altitude varie de 291 m (Pont-du-Château) à 603 m (Dallet) pour une altitude moyenne de 322 m.

## Histoire
- De 1833 à 1848, les cantons de Vertaizon et de Pont-du-Château avaient le même conseiller général. Le nombre de conseillers généraux était limité à 30 par département[7].

- Jusqu'en 1982, le canton de Pont-du-Château intégrait la commune de Cournon-d'Auvergne. Ce canton a été divisé en deux et un canton est créé pour la commune précitée[4].

- Le redécoupage des cantons du Puy-de-Dôme, appliqué le 25 février 2014 par décret, modifie le périmètre de ce canton[5] :
- Dallet, Lempdes et Pont-du-Château restent dans le canton de Pont-du-Château ;
- Lussat et Les Martres-d'Artière intègrent le canton d'Aigueperse.

À l'issue de ce redécoupage, le canton comprend désormais 3 communes.
- À la suite de l'intégration de Dallet dans la commune nouvelle de Mur-sur-Allier, l'ensemble de celle-ci est intégré dans le canton de Pont-du-Château par un décret du 7 novembre 2019[6].

## Représentation

### Conseillers généraux de 1833 à 2015
| Période | Période          | Identité                                             | Étiquette            | Qualité                                                                                            |
| ------- | ---------------- | ---------------------------------------------------- | -------------------- | -------------------------------------------------------------------------------------------------- |
| 1833    | 1845             | Pierre Chaudesaigues de Tarrieux                     |                      | Juge, conseiller à la Cour de Clermont                                                             |
| 1845    | 1848             | Charles Alexandre Hippolyte Amable Bertrand (1777-?) |                      | Médecin, officier de santé, maire de Pont-du-Château, conseiller d'arrondissement                  |
| 1848    | 1869 (décès)     | Charles Bassin                                       |                      | Avocat, maire de Pont-du-Château                                                                   |
| 1869    | 1871             | Cirgues François Camille Brosson                     |                      | Licencié en droit, maire de Pont-du-Château                                                        |
| 1871    | 1890 (démission) | Amable Burin des Roziers                             |                      | Ancien sous-directeur de la Sûreté générale                                                        |
| 1890    | 1914 (décès)     | Léon Chambige                                        | Gauche radicale      | Médecin à Pont-du-Château Député (1893-1909) Sénateur (1909-1914) Maire de Pont-du-Château (1893-) |
| 1919    | 1940             | Pierre Besserve (1876-1970)                          | PRS                  | Médecin Maire de Pont-du-Château (1919-1940), conseiller d'arrondissement                          |
|         |                  |                                                      |                      | |
| 1945    | 1949             | Adrien Bocholier                                     | SFIO                 | Viticulteur Maire de Dallet, ancien conseiller d'arrondissement                                    |
| 1949    | 1982             | Joseph Gardet                                        | Rad. puis PS puis SE | Maire de Cournon-d'Auvergne Elu en 1982 dans le Canton de Cournon-d'Auvergne                       |
| 1982    | 1998             | Michel Cartaud                                       | UDF                  | Ingénieur en agriculture Député (1993-1997) Maire de Pont-du-Château (1983-2001)                   |
| 1998    | 2015             | Gérard Betenfeld                                     | PS                   | Maire de Lempdes (2008-2014)                                                                       |

### Conseillers d'arrondissement (de 1833 à 1940)
| Période                                  | Période      | Identité                                    | Étiquette    | Qualité |
| ---------------------------------------- | ------------ | ------------------------------------------- | ------------ | --- |
| 1833                                     | 1845         | Charles Alexandre Hippolyte Amable Bertrand |              | Médecin à Pont-du-Château                                                                                   |
| 1845                                     | 1848         | Michel Brosson (1789-1851)                  |              | Notaire, maire de Pont-du-Château                                                                           |
| 1848                                     | 1852         | Antoine Jaffeux-Tourrette                   |              | Propriétaire à Pont-du-Château                                                                              |
| 1852                                     | 1858 (décès) | Antoine Germain-Fervel                      |              | Maire de Lussat                                                                                             |
| 1858                                     | 1866         | Laurent-Hippolyte Chassaigne                |              | Juge de paix à Pont-du-Château, nommé conseiller de préfecture en 1866                                      |
| 2 avr. 1866                              | 1871         | Aventin Parrot                              |              | Maire des Martres-d'Artière                                                                                 |
| 1871                                     | 1877         | Antoine Corre                               |              | Propriétaire, maire des Martres-d'Artière                                                                   |
| 1877                                     | 1880         | Genès-Alphonse Terrasse                     | Bonapartiste | Ancien notaire à Cournon-d'Auvergne                                                                         |
| 1880                                     | 1886         | Antoine Julien                              |              | Maire de Cournon-d'Auvergne                                                                                 |
| 1886                                     | 1892         | Genès-Alphonse Terrasse                     | Bonapartiste | Ancien notaire à Cournon-d'Auvergne                                                                         |
| 1892                                     | 1913         | Laurent-Joseph Grassion                     | Républicain  | Maire de Lempdes                                                                                            |
| 1913                                     | 1919         | Pierre Besserve (1876-1970)                 | PRS          | Médecin, maire de Pont-du-Château (1919-1940)                                                               |
| 1919                                     | 1931         | Pierre Grassion                             | Radical      | Propriétaire à Lempdes                                                                                      |
| 1931                                     | 1937         | Louis Blot                                  | PAPF         | Cultivateur à Cournon-d'Auvergne                                                                            |
| 1937                                     | 1940         | Adrien Bocholier                            | SFIO         | Viticulteur, maire de Dallet                                                                                |
| 1940                                     |              |                                             |              | Les conseils d'arrondissement ont été suspendus par la loi du 12 octobre 1940 et n'ont jamais été réactivés |
| Les données manquantes sont à compléter. |              |                                             |              | |

### Conseillers départementaux à partir de 2015
| Période élective | Période élective | Mandat | Mandat   | Identité          | Nuance | Nuance | Qualité |
| ---------------- | ---------------- | ------ | -------- | ----------------- | ------ | ------ | --- |
| 2015             | 2021             | 2015   | 2021     | Gérard Betenfeld  |        | PS     | Retraité d'une société d'aménagement local, conseiller municipal de Lempdes 5e vice-président chargé des moyens généraux (comptes publics, évaluation des politiques publiques départementales, bâtiments départementaux (hors collèges), tarification des services publics) |
| 2015             | 2021             | 2015   | 2021     | Nathalie Cardona  |        | PS     | Permanent politique Adjointe au maire de Pont-du-Château |
| 2021             | 2028             | 2021   | en cours | Joël-Michel Derré |        | DVC    | Conseiller en entreprise, Adjoint au maire de Lempdes |
| 2021             | 2028             | 2021   | en cours | Valérie Passarieu |        | DVC    | Enseignante, Conseillère municipale de Pont-du-Château |

### Résultats détaillés

#### Élections de mars 2015
À l'issue du 1er tour des élections départementales de 2015, deux binômes sont en ballottage : Gérard Betenfeld et Nathalie Cardona (Union de la Gauche, 36,68 %) et Jeanne Baley et Gilles Beaulieu (FN, 22,88 %). Le taux de participation est de 50,34 % (7 552 votants sur 15 003 inscrits) contre 52,8 % au niveau départemental et 50,17 % au niveau national.
Au second tour, Gérard Betenfeld et Nathalie Cardona (Union de la Gauche) sont élus avec 65,70 % des suffrages exprimés et un taux de participation est de 51,22 % (4 407 voix pour 7 684 votants sur 15 003 inscrits).

#### Élections de juin 2021
Le premier tour des élections départementales de 2021 est marqué par un très faible taux de participation (33,26 % au niveau national). Dans le canton de Pont-du-Château, ce taux de participation est de 34,34 % (5 855 votants sur 17 051 inscrits) contre 36,11 % au niveau départemental. À l'issue de ce premier tour, deux binômes sont en ballottage : Joël-Michel Derré et Valérie Passarieu (Divers, 41,53 %) et Gérard Betenfeld et Nathalie Cardona (Union à gauche, 29,92 %).
Le second tour des élections est marqué une nouvelle fois par une abstention massive équivalente au premier tour. Les taux de participation sont de 34,36 % au niveau national, 37,4 % dans le département et 35,52 % dans le canton de Pont-du-Château. Joël-Michel Derré et Valérie Passarieu (Divers) sont élus avec 61,11 % des suffrages exprimés (3 449 voix pour 6 059 votants et 17 056 inscrits),,. 

## Composition

### Composition avant 2015
Le canton de Pont-du-Château groupait 6 communes jusqu'en 1982, date à laquelle la commune de Cournon-d'Auvergne est détachée pour créer un nouveau canton. Il comptait donc cinq communes de 1982 à 2015.
| Nom                         | Code Insee | Codepostal | Superficie (km2) | Population (dernière pop. légale) | Densité (hab./km2) |
| --------------------------- | ---------- | ---------- | ---------------- | --------------------------------- | ------------------ |
| Pont-du-Château (chef-lieu) | 63284      | 63430      | 21,61            | 10 541 (2012)                     | 488                |
| Dallet                      | 63133      | 63111      | 6,67             | 1 425 (2012)                      | 214                |
| Lempdes                     | 63193      | 63370      | 12,30            | 8 348 (2012)                      | 679                |
| Lussat                      | 63200      | 63360      | 9,17             | 906 (2012)                        | 99                 |
| Les Martres-d'Artière       | 63213      | 63430      | 14,96            | 2 074 (2012)                      | 139                |

### Composition depuis 2015
Le nouveau canton de Pont-du-Château regroupe trois communes entières.
| Nom                                     | Code Insee | Intercommunalité            | Superficie (km2) | Population (dernière pop. légale) | Densité (hab./km2) | Modifier                                    |
| --------------------------------------- | ---------- | --------------------------- | ---------------- | --------------------------------- | ------------------ | ------------------------------------------- |
| Pont-du-Château (bureau centralisateur) | 63284      | Clermont Auvergne Métropole | 21,61            | 12 422 (2022)                     | 575                | modifier les données · modifier les données |
| Lempdes                                 | 63193      | Clermont Auvergne Métropole | 12,30            | 8 646 (2022)                      | 703                | modifier les données · modifier les données |
| Mur-sur-Allier                          | 63226      | CC Billom Communauté        | 15,07            | 3 102 (2022)                      | 206                | modifier les données · modifier les données |
| Canton de Pont-du-Château               | 6324       |                             | 48,98            | 24 170 (2022)                     | 493                | modifier les données                        |

## Démographie

### Démographie avant 2015
| 1962  | 1968   | 1975   | 1982   | 1990   | 1999   | 2006   | 2011   | 2012   |
| ----- | ------ | ------ | ------ | ------ | ------ | ------ | ------ | ------ |
| 7 496 | 10 370 | 13 810 | 18 426 | 20 133 | 20 325 | 22 331 | 23 361 | 23 294 |

### Démographie depuis 2015
En 2022, le canton comptait 24 170 habitants, en évolution de +15,27 % par rapport à 2016 (Puy-de-Dôme : +2,1 %, France hors Mayotte : +2,11 %).
| 2013   | 2018   | 2022   |
| ------ | ------ | ------ |
| 20 276 | 23 764 | 24 170 |